# Pisoiul Eek
Pisoiul Eek! (engleză Eek! The Cat, redenumit Eek! and the Terrible Thunderlizards și în final Eek! Stravaganza) este un serial de animație creat de Savage Steve Holland și Bill Kopp. Produs de Fox Kids, Savage Studios și Nelvana, a fost externalizat de Wang Film Productions. Difuzat din 1992 până în 1997 pe Fox ca parte a blocului de programe Fox Kids, a fost difuzat în Canada pe YTV din 1992 până în 1998.
Deținerea serialului a trecut la Disney în 2001 cu achiziția sa a Fox Kids Worldwide.

## Povestea
Serialul animat Pisoiul Eek este despre o pisică purpurie numită Eek!, a cărei motto este „nu strică niciodată să ajuți”. În general, această atitudine îl bagă în belele, întâmplări ce compun umorul serialului. Alte personaje sunt familia (umană) a lui Eek, cu care el nu poate comunica prin vorbe; Sharky the Sharkdog (dușmanul lui) și prietena lui Eek, Annabelle.
În show există umor negru și referiri la cultura populară. Ideile episoadelor variază de la cele de aventuri specifice desenelor animate, până la parodii ale unor filme (Apocalypse Now, A Clockwork Orange) și episoade muzicale; primul episod special de crăciun a fost scris complet în rime. În show au existat mai multe apariții cameo ale personalităților.

## Voci
- Bill Kopp - Pisoiul Eek!/Pierre/Jib/Alte voci
- Savage Steve Holland – Elanul Elmo/Alte voci
- Charlie Adler – J.B. (1992–1994)/Granny (1992–1994)/Profesorul Wiggly (1992–1993, 1995)/Alte voci
- E.G. Daily – Wendy Elizabeth (1992–1994)/Kozy (II, din "Cape Fur" până la sfârșitul serialului)/Alte voci
- Cam Clarke – Puffy/Wuz Wuz/Alte voci
- Elinor Donahue – Mama (1992–1995, 1997)
- Tawny Kitaen – Annabelle (I, 1992–1995)
- Karen Haber – Annabelle (II, l-a înlocuit pe Tawny în 1994, 1995–1997)
- Dan Castellaneta – Mittens (I, 1992–1994)/Hank/Alte voci (1992–1993)
- John Kassir – Mittens (II, 1994–1997)
- Jaid Barrymore – Kozy (I, episoadele 2–3)/Alte voci
- Brad Garrett – Zoltar (1992, 1994-1997)/Alte voci
- Gary Owens – Crainic/Alte voci